# Chris Poland
Chris Poland (1 de diciembre de 1957) es un guitarrista conocido por haber pertenecido a la banda de thrash metal Megadeth. Ha formado parte de las bandas OHM y OHMphrey, entre otras, y ha participado en varios proyectos y álbumes de distintos géneros.

## Principios
Poland comenzó a tocar la guitarra en la escuela secundaria en Dunkirk, New York. Más tarde se sustituyó a un antiguo instructor de guitarra, Dick "Max" Maxfield, en Cambridge, Nueva York basado en rock / jazz band Welkin. Se mudó en 1977 a Los Ángeles, donde, hasta 1982, fue el guitarrista de los 'New Yorkers, un grupo de fusión Jazz / Rock, con Robert Pagliari en el bajo sin trastes, Gar Samuelson en la batería, Stu Samuelson en la guitarra, y Don Roper en el saxofón. Él dice que aprendió sobre tiempos tocando con Gar y también que tocar con él lo hizo  un mejor guitarrista.

## Megadeth
En 1984, su compañero de New Yorkers, Gar Samuelson, se convirtió en el baterista de la banda de thrash metal Megadeth. Megadeth había sido formado el año anterior por Dave Mustaine, el guitarrista original de la banda de thrash metal Metallica. Después de ver a Samuelson tocar en vivo con Megadeth, Poland fue al camerino y sugirió una audición improvisada como guitarrista principal. Poland se convirtió a partir de entonces en un miembro de la banda, junto con Samuelson, Mustaine y el bajista David Ellefson.
En 1985, Megadeth lanzó su primer álbum Killing Is My Business... And Business Is Good!, que mostró un estilo dinámico de Poland de tocar. Sin embargo, fue detenido por la policía por tratar con heroína. Poland dejó la banda durante la gira para promocionar el álbum, y fue sustituido temporalmente por el guitarrista Mike Albert. Poland después se reincorporó a la banda para grabar su segundo disco que fuese  Peace Sells... But Who's Buying? en el año 1986. El álbum fue muy aclamado por la crítica tanto por su complejidad instrumental y lírica, y es considerado hoy en día ampliamente como uno de los registros de definición de thrash metal. Allmusic refiere a  Peace Sells... But Who's Buying? como "uno de los álbumes de metal más influyentes de la década, y sin duda uno de los pocos discos de thrash verdaderamente definitivas". 
Mustaine más tarde se refirió a Poland como "una guitarra increíble que puede tocar círculos a mi alrededor". Sin embargo, las relaciones de Poland y de Samuelson con Mustaine y Ellefson empeoraron, debido en parte al aumento de las dependencias del ex drogas que llevaron a la pareja a empeñar equipos de la banda para financiar su adicción.
En noviembre de 1986, un conflicto entre Mustaine y Poland en relación con un contrato de polos que Poland afirmó que había sido dejado fuera de él. Poland dejó la banda en señal de protesta que llevó a una disputa entre los dos músicos. Para el tercer álbum de Megadeth, So Far, So Good... So What!, Mustaine escribió una canción llamada "Liar", que aludía al uso de drogas de Poland y su estilo de vida. Mustaine regularmente se la dedicaría a Poland durante diversas  actuaciones en vivo.
Años más tarde, en el año 2004 regresaría a la banda como músico de sesión para grabar el disco "The System Has Failed".

## Post-Megadeth
Después de salir de Megadeth, Poland fue tratado con éxito por abuso de sustancias, y se unió a leyendas del punk rock The Circle Jerks como bajista. En 1990, lanzó "Return to Metalopolis" un álbum de metal fusión / jazz pesado en solitario. Poco antes, accedió a grabar demos para el cuarto álbum de Megadeth, Rust in Peace, pero declinó la que sería la primera de las dos ofertas para volver a unirse a la banda de forma permanente (en este caso, en parte debido a su concentración en su álbum en solitario, y el hecho de que, dado que la mayoría de la música ya había sido escrita para el álbum, Chris considera que el alcance de su aportación sería limitado). El guitarrista Marty Friedman se unió a Megadeth más tarde ese año, y adaptado algunos de los solos de guitarra de Poland para la versión de lanzamiento de Rust in Peace, que llegaría a ser uno de los discos más elogiados por la crítica de Megadeth.
Entre mediados y finales de 1990, Poland trabajó en otros proyectos musicales de colaboración, incluida la banda de rock progresivo Damn the Machine, con David Randi en el bajo, y Dave Clemmons como vocalista y co-guitarrista. En 1993, la banda lanzó su álbum debut homónimo (de A & M Records), con fuerte contenido político lírica. También lanzaron un disco promocional, Silence, con covers de "Me gustaría cambiar el mundo" de la banda de blues-rock Ten Years After, y "comida para gatos" de rock progresivo / jazz fusion banda de King Crimson.
A la salida de Dave Clemmons de la banda, los miembros restantes reclutaron a un nuevo vocalista, John Skipp, y volver a formarse como cerebro de Mumbo, registrando Extractos del libro de Mumbo en 1995. La banda se disolvió tras la partida de David Randi, y John Skipp . En el año 2000 lanzó su segundo disco como solista: "Chasing the Sun".

## OHM
En 2003, junto a Robertino Pagliari y David Eagle forma OHM, un grupo de jazz fusión con el que publica el disco homónimo: "OHM". Posteriormente publican varios álbumes, en 2005 "Amino Acid Flashback", en 2008 "Circus of Sound" y en 2012 "Tsunami Jams"

## Discografía con Megadeth
- Killing Is My Business... And Business Is Good! (1985)
- Peace Sells... But Who's Buying? (1986)
- The System Has Failed (2004) (Como músico de sesión)

## Discografía Solista
- Return to Metalopolis (1990)
- Chasing the Sun (2000)

## Discografía con OHM
- OHM (2003)
- Amino Acid Flashback (2005)
- Circus of Sound (2008)
- Tsunami Jams (2012)

- Datos: Q46976